# Gabriel Auphan
Gabriel Adrien Joseph Paul Auphan (Alès, 4 novembre 1894 – Versailles, 6 aprile 1982) è stato un ammiraglio francese, che ricoprì l'incarico di Ministro della Marina e delle Colonie durante il governo di Vichy. Fu insignito dell'Ordine della francisca.

## Biografia

### L'inizio della carriera
Nacque il 4 novembre 1894 ad Alès.  Entrò nell'École navale di Lanvéoc-Poulmic nell'ottobre 1911, e fece parte dell'ultima infornata di allievi che riuscì a seguire tutto il programma scolastico dell'accademia navale a bordo della Borda, un'unità a vela trasformata in nave scuola. Il corso terminò nel luglio 1914, e la sua carriera di ufficiale ebbe inizio a bordo della nave scuola Jeanne d'Arc.
Nel momento in cui scoppiò la prima guerra mondiale fu scelto, tra i migliori ufficiali del suo corso, per servire a bordo di questa stessa nave come ufficiale d'artiglieria. A questo titolo partecipò, nell'aprile 1915, alle operazioni dei sbarco nei Dardanelli. Viene poi destinato al servizio informazioni, stabilendosi sull'isola di Rouad, sulla costa della Siria, da dove organizzò una rete di informatori che copriva tutto l'Oriente.  Continuò a condurre questa missione anche quando, nell'agosto 1916, divenne secondo in comando sull'avviso Laborieux, e poi da Castellorizo, sulle coste dell'Asia Minore.
Nel settembre 1917 fu nominato comandante in seconda del sommergibile Le Verrier. Questo sottomarino, basato a Brindisi, apparteneva alla squadriglia francese che, con due altre squadriglie, una italiana e una britannica, assicurava il blocco dell'Adriatico, impedendo, alle navi austro-ungariche di superare il canale d'Otranto. Prestò servizio a bordo del Le Verrier fino al termine della guerra. Nel gennaio 1919 fu mandato a Fiume, su incarico del servizio informazioni, e poi in Egitto e in Libano.
Le sue qualità di capo e di marinaio gli permisero di ottenere il comando dello stesso sottomarino nel 1920, quando ricevette una nota di merito ministeriale. Rimase imbarcato sul Le Verrier fino al 1922, quando fu distaccato presso lo Stato maggiore della Marina. Durante il periodo di comando del sommergibile redasse alcuni studi: uno sul ruolo delle torpediniere all'epoca della battaglia dello Jutland e un altro sull'impiego tattico dei sottomarini in mute. Le idee contenute in quest'ultimo studio saranno poi realizzate dall'ammiraglio tedesco Karl Dönitz durante la seconda guerra mondiale.

### Tra le due guerre
Nel giugno 1922 venne distaccato presso lo Stato maggiore della Marina, ove avviò la costruzione dei sottomarini della classe Requin. Alunno della Scuola di guerra navale tra il 1923-1924, assunse il comando, nel 1925, del sottomarino Fulton operante in Mediterraneo in forza alla 3e Escadrille de sous-marins di Tolone. Promosso capitano di corvetta nel gennaio 1927, nel novembre precedente era stato distaccato presso il gabinetto del Ministro della marina Georges Leygues, dove lavorò in particolare alla messa a punto del decreto organico del 22 aprile 1927, che riorganizzava la Marine nationale.
Nel 1929 comandò il cacciatorpediniere La Palme operante in Mediterraneo, e fu promosso capitano di fregata il 7 aprile 1930. In quello stesso periodo fu incaricato di dirigere la scuola di applicazione dei sottotenenti di vascello, imbarcata a bordo della 1ª Divisione leggera che sostituiva provvisoriamente la nave scuola Jeanne d'Arc. Condusse una lunga campagna di addestramento lungo le coste dell'Africa, nelle Antille e nel Mediterraneo, assumendo poi il comandò dei cacciatorpediniere Guépard (1931) e Jaguar (1932) appartenenti alla Squadra del Mediterraneo. Direttore degli studi, e poi comandante in seconda, dell'École Navale nei pressi di Brest nel 1933, successivamente entro a far parte del gabinetto del Ministro della Marina François Piétri (1934-1935).
Nel corso del 1936 si vide affidato il comando del più moderno incrociatore leggero francese dell'epoca, l'Émile Bertin, appartenente alla squadra dell'Atlantico. Promosso capitano di vascello nell'ottobre dello stesso anno, nell'ottobre del 1937 assunse il comando dell'incrociatore-scuola Jeanne d'Arc con il quale effettuò il giro del mondo (1937-1938) e una seconda campagna di addestramento nell'Atlantico e nel Pacifico (1938-1939) in cui ricoprì anche l'incarico di governatore militare della Polinesia francese.

### La seconda guerra mondiale
Nel momento in cui esplose la seconda guerra mondiale, divenne Vicecapo di Stato maggiore delle forze marittime e assunse, con gli ammiragli Darlan, Le Luc  e Négadelle, una parte essenziale della direzione delle operazioni navali. Mandato a Londra per coordinare le operazioni con lo stato maggiore della Royal Navy, ebbe modo di lamentarsi del doppio gioco condotto dal governo inglese a spese di quello francese, concretizzatosi con l'Operazione Dynamo e la successiva Operazione Catapult.
Promosso contrammiraglio nel giugno 1940 fu incaricato, in seno al neocostituito governo di Vichy, di assicurare il rifornimento del territorio metropolitano da parte dei convogli navali che giungevano dall'oltremare. Capo di stato maggiore delle forze marittime nell'agosto 1941, stabilì e mantenne i contatti con la rappresentanza diplomatica americana a Vichy, a cui trasmise delle notizie.
Nominato Segretario di Stato alla Marina nell'aprile 1942, oppose la più viva resistenza alle esigenze tedesche in materia di tonnellaggio delle navi commerciali. Al momento dell'attacco alleato in Africa settentrionale, nel novembre 1942, raccomandò caldamente al Maresciallo di Francia Philippe Pétain, sostenuto in ciò dal comandante supremo delle forze terrestri, generale Maxime Weygand, di appoggiare apertamente gli Alleati. Dopo gli sbarchi dell'8 novembre 1942, lui e Weygand esortarono Pétain ad accettare la tregua con gli Alleati in Africa del Nord che Darlan, presente ad Algeri al momento dell'attacco, aveva subito negoziato. Tale opinione lo mise in contrasto con l'ammiraglio Charles Platon, che sosteneva la necessità di entrare in guerra contro gli alleati a fianco dei tedeschi.
Cedendo all'insistenza del Primo Ministro collaborazionista del governo di Vichy, Pierre Laval, Pétain inizialmente condannò la tregua negoziata da Darlan, ma lui persuase Pétain ad appoggiare in pieno l'accordo raggiunto. Il 10 novembre 1942, con l'appoggio dell'anziano Maresciallo, spedì un telegramma legittimando l'accordo raggiunto da Darlan con il generale statunitense Mark Wayne Clark. Sperò di poter arrestare Laval, ma non riuscì a ottenere questa concessione da Pétain, e fu l'unico Ministro del governo che, durante il seguente consiglio dei ministri, difese l'accordo di tregua raggiunto in Nord Africa. L'11 novembre 1942 ordinò all'ammiraglio Jean de Laborde, comandante della squadra navale di Tolone, di distruggere la flotta francese se le forze tedesche avessero minacciato di occupare il porto.
Con l'approvazione di Pétain, il 13 novembre, mandò un telegramma al generale Charles Noguès, residente generale in Marocco, con cui trasferiva sotto il comando di Darlan tutto il territorio francese del Nord Africa. Il 18 novembre, in totale disaccordo con la politica seguita da Laval, si dimise il giorno 18 dello stesso mese per protesta dalla carica di Ministro della Marina e delle Colonie. Conservando la fiducia del maresciallo Pétain, venne da questi incaricato, il 18 agosto 1944, di un'ultima missione presso il generale Charles de Gaulle per trovare una soluzione che permettesse di evitare la guerra civile. Purtroppo de Gaulle si rifiutò di riceverlo, escludendo così ogni prospettiva di riconciliazione nazionale tra i francesi.
Nel settembre 1944 il nuovo governo francese gli revocò la pensione. Il 14 agosto 1946 l'Alta Corte di giustizia lo giudicò e lo condannò in contumacia all'ergastolo per attentato alla sicurezza dello Stato, con le pene accessorie dei lavori forzati e della confisca di tutti i suoi beni, per avere comandato la distruzione della flotta di Tolone. Egli rifiutò di consegnarsi a una giustizia che riteneva partigiana e si vide costretto a vivere in clandestinità. Tra il 19 e il 20 luglio 1955 si tenne un secondo processo che lo condannò unicamente a 5 anni di prigione col beneficio della condizionale e 5 anni di degradazione nazionale. Nel gennaio 1955 fu rilasciato, e nel 1956 il Consiglio di Stato lo riabilitò completamente, rendendogli il suo grado e i suoi diritti alla pensione.
Durante l'ultima parte della sua vita egli scrisse estesamente di storia e politica navale. Membro dell'Associazione degli scrittori cattolici, dal 1973 al 1976 fu presidente dell'Associazione per la difesa della memoria del maresciallo Pétain, e morì a Versailles il 6 aprile 1982. Sostenuto durante la sua vita da una fede incrollabile, manifestò sempre un grande attaccamento all'abbazia benedettina di Fontgombault, di cui era benefattore. Così lo descrisse l'abate don Antoine Forgeot, all'epoca delle sue esequie: «Ses ouvrages nombreux sont de ceux que les générations à venir devront connaître et étudier. Elles y trouveront la vérité historique en même temps qu'une vraie philosophie de l'Histoire».

## Pubblicazioni
- Histoire de mes 'trahisons'ou la Marine au service des Français, 1946.
- La Lutte pour la vie 1940-1942 ou La Marine au service des Français,  Les Iles d'or, Paris, 1947.
- Essai sur la France. Mensonges et vérité, Éditions Self, Paris, 1949,
- Les grimaces de l'histoire; L'histoire de mes trahisons, Les Iles d'or, Paris, 1951.
- Les échéances de l'histoire; ou, L'éclatement des empires coloniaux de l'Occident, Les Iles d'or, Paris, 1952.
- Les convulsions de l'Histoire ou le Drame de la désunion européenne, Les Iles d'or, Paris, 1955.
- La Marine française dans la Seconde Guerre mondiale, scritto in collaborazione con Jacques Mordal, Hachette, Paris, 1958.
- La Marine dans l'histoire de France, Éditions France-Empire, Paris, 1989.
- Histoire de la Méditerranée, La Table ronde, Paris, 1962.
- Histoire de la Décolonisation, Éditions France-Empire, Paris, 1967.
- Histoire Elémentaire de Vichy, Éditions France-Empire, Paris, 1971.
- L'Honneur de Servir, Éditions France-Empire, Paris, 1978.
- Au service de l'Église, Éditions France-Empire, Paris, 1988.

### Annotazioni
1. ↑  Il discorso sul comando, che pronunciò allora davanti agli allievi ufficiali, costituì, per la sua profondità, una fonte di riflessione e di meditazione sempre di attualità.
2. ↑  Insieme a lui si dimise un altro ministro tecnico, Robert Gibrat, ingegnere minerario che ricopriva la carica di segretario di Stato per le comunicazioni.
3. ↑  Traduzione dalla lingua francese: Le sue numerose opere sono quelle che le generazioni future dovranno conoscere e studiare. Troveranno la verità storica contemporaneamente a una vera filosofia della storia.

### Fonti
1. 1 2  Taillemite 2002, pp. 20-21.
2. ↑  Coston 2002, p. 15.
3. 1 2 3 4 5 6 7 8  Le capitainé de vaisseau Auphan est promu contre-amiral a 45 ans, in Le Nouvelliste du Morbihan 1er août 1940.
4. 1 2 3 4 5 6 7 8 9 10 11 12 13 14 15 16 17 18 19 20 21 22 23 24 25 26 27  École Navale.
5. ↑  Mommessin 2019, pp. 224-226.
6. ↑  Mommessin 2019, pp. 657-659.
7. ↑  Couhat 1974, p. 145.
8. ↑  Couhat 1974, p. 158.
9. ↑  Paxton 1997, pp. 382-383.
10. ↑  Paxton 1997, p. 475.
11. 1 2 3 4 5 6 7  Jaffré 1962, p. 243.